# MacOS 빅서
macOS 빅서(macOS Big Sur, 버전 11)는 애플의 17번째 macOS 시리즈로, 2020년 6월 22일 WWDC 2020에서 공개되었다. 미국 캘리포니아 중부 해안의 빅서 주립공원의 이름을 따왔다. 2020년 11월 12일 정식 출시되었다.
macOS 빅서는 사용자 인터페이스 재설계가 이루어졌고, 타임머신 기능의 개선이 추가되었으며, ARM 기반 프로세서를 장착한 맥을 지원하는 최초의 macOS 버전이기도 하다.

## 하드웨어 요구 사양
macOS 10.14 모하비를 지원하는 모든 맥이 macOS 10.15 카탈리나를 지원했던 것과 달리, 일부 구형 모델에 대한 지원이 종료되었다.
- MacBook(2015년 및 이후 모델)
- MacBook Air(2013년 및 이후 모델)
- MacBook Pro(2013년 및 이후 모델)
- Mac mini(2014년 및 이후 모델)
- iMac(2014년 및 이후 모델)
- iMac Pro(2017년 및 이후 모델)
- Mac Pro(2013년 및 이후 모델)

## 애플 실리콘 프로세서로의 전환
2005년 애플의 인텔 프로세서로의 전환 이후 15년만인 2020년에 애플이 자체 설계한 프로세서인 애플 실리콘(Apple Silicon)으로의 전환을 발표했다. 따라서 macOS 빅 서는 Apple Silicon을 지원하는 최초의 맥 운영체제이자, Mac OS X 10.5 레퍼드 이후 13년만에 처음으로 x86 아키텍처가 아닌 다른 아키텍처를 지원하는 운영체제가 되었다. 애플은 2020년 연말부터 Apple Silicon을 탑재한 기기를 출시하고, 2년 내에 전환을 완료하겠다고 밝혔다.
맥이 ARM 아키텍처 기반의 프로세서를 탑재함에 따라, 기존 iPadOS 앱을 네이티브하게 실행할 수 있고 맥 앱 스토어에서 iPadOS 앱을 바로 다운로드할 수 있다.
기존 x86 아키텍처를 기반으로 설계된 앱을 지원하기 위해, 정적 및 동적 바이너리 재컴파일과 x86 에뮬레이션을 수행하는 로제타 2(Rosetta 2)가 탑재되었다. 또, 새로 개발되는 앱이 x86과 ARM 아키텍처에 모두 실행될 수 있도록 하는 유니버설 2가 Xcode 12에 포함되었다.

## 변경 사항

### 디자인
이전의 macOS에서 사용자 인터페이스의 디자인은 대부분 변경되었다. 도크과 메뉴 막대를 포함한 거의 모든 부분에서의 디자인이 변경되었으며, iOS, iPadOS와 동일한 모서리가 둥근 사각형의 앱 아이콘을 갖게 되었다. 애플은 macOS 빅서의 앱 아이콘은 음영과 하이라이트의 사용으로 더욱 입체적 외관을 연출을 의도했다. 또한 AppKit, SwiftUI 등의 디자인 언어로 외부의 응용 개발자가 디자인 각색을 더 쉽고 편하게 할 수 있도록 했다.

### 인터페이스

#### 제어 센터
Wifi, 블루투스, 키보드 밝기, 시스템 소리 크기 등을 한번에 조정할 수 있는 제어 센터가 추가되었다. 이는 기존 iOS와 iPadOS의 제어 센터와 유사한 모습을 가지고 있다.

#### 알림 센터
알림 센터 또한 iOS14와 비슷한 디자인을 가지는 것으로 변경되었다.

### 시스템

#### 애플 실리콘 칩셋
macOS 빅서는 기존 인텔의 x86-64 기반 프로세서가 아닌 애플의 자체 ARM64 기반 M1 칩이 탑재된 맥에 최적화된 최초의 macOS이다. 애플은 앞으로 몇년 동안 인텔 프로세서가 탑재된 맥의 소프트웨어 지원을 이어나갈 것이라고 밝혔으며, M1 칩이 탑재된 맥에서도 인텔 기반 맥용으로 제작된 앱의 대부분을 사용할 수 있다.

#### iOS, iPadOS용 앱 지원
애플의 M1칩은 모바일용 칩과 동일한 ARM 기반이기 때문에 개발자의 코드 수정 없이 곧바로 macOS 빅서에서 사용이 가능하다.

#### 스포트라이트
스포트라이트 기능의 Finder에 탑재되었다. 또한 대부분의 앱에서 기본 검색 메커니즘으로 채택되었다.

## 출시 역사
빅서 릴리스는 인텔 맥용의 경우 11.0.1부터 시작한다. 그러나 ARM 맥의 경우 11.0이 사전 설치되었으며 애플은 이 운영 체제를 11.0.1로 업그레이드할 것을 권고하였다.
|  | 이전 릴리스 |  | 현재 릴리스 |  | 베타 |

| 버전       | 빌드    | Date             | 다윈 버전                                            | 릴리스 노트                    | 비고                                                                           |
| ---------- | ------- | ---------------- | ---------------------------------------------------- | ------------------------------ | ------------------------------------------------------------------------------ |
| 11.0       | 20A2411 | 2020년 11월 17일 | 20.1.0 xnu-7195.41.8~9                               | N/A                            | 맥북 에어와 맥 미니에서 사전 설치                                              |
| 11.0.1     | 20B29   | 2020년 11월 12일 | 20.1.0 xnu-7195.50.7~2                               | Security content               | 최초 공식적 공개                                                               |
| 11.0.1     | 20B50   | 2020년 11월 19일 | 20.1.0 xnu-7195.50.7~2                               |                                | 2013년 말, 2014년 중반 이후 전문가용 맥북을 제외한 모든 맥에서 사용 가능       |
| 11.1       | 20C69   | 2020년 12월 14일 | 20.2.0 xnu-7195.60.75~1                              | Release notes Security content |                                                                                |
| 11.2       | 20D64   | 2021년 2월 1일   | 20.3.0 xnu-7195.81.3~1                               | Release notes Security content |                                                                                |
| 11.2.1     | 20D74   | 2021년 2월 9일   | 20.3.0 xnu-7195.81.3~1                               | Security content               |                                                                                |
| 11.2.1     | 20D75   | 2021년 2월 15일  | 20.3.0 xnu-7195.81.3~1                               | Security content               | 저장 공간이 부족한 상태로 설치로 인해 데이터 손실이 발생할 수 있는 버그를 수정 |
| 11.2.2     | 20D80   | 2021년 2월 25일  | 20.3.0 xnu-7195.81.3~1                               | N/A                            |                                                                                |
| 11.2.3     | 20D91   | 2021년 3월 8일   | 20.3.0 xnu-7195.81.3~1                               | Security content               |                                                                                |
| 11.3       | 20E232  | 2021년 4월 26일  | 20.4.0 xnu-7195.101.1~3                              | Release notes Security content |                                                                                |
| 11.3.1     | 20E241  | 2021년 5월 3일   | 20.4.0 xnu-7195.101.2~1                              | Security content               |                                                                                |
| 11.4       | 20F71   | 2021년 5월 24일  | 20.5.0 xnu-7195.121.3~9                              | Release notes Security content |                                                                                |
| 11.5       | 20G71   | 2021년 7월 21일  | 20.6.0 xnu-7195.141.2~5 Wed Jun 23 00:26:31 PDT 2021 | Release notes Security content |                                                                                |
| 11.5.1     | 20G80   | 2021년 7월 26일  | 20.6.0 xnu-7195.141.2~5 Wed Jun 23 00:26:31 PDT 2021 | Release notes Security content |                                                                                |
| 11.5.2     | 20G95   | 2021년 8월 11일  | 20.6.0 xnu-7195.141.2~5 Wed Jun 23 00:26:31 PDT 2021 | Release notes                  |                                                                                |
| 11.6       | 20G165  | 2021년 9월 13일  | 20.6.0 xnu-7195.141.6~3 Mon Aug 30 06:12:21 PDT 2021 | Release notes Security content |                                                                                |
| 11.6.1     | 20G224  | 2021년 10월 25일 | 20.6.0 xnu-7195.141.8~1 Tue Oct 12 18:33:42 PDT 2021 | Release notes Security content |                                                                                |
| 11.6.2 RC2 | 20G306  | 2021년 11월 16일 |                                                      |                                |                                                                                |

## 같이 보기
- macOS
- MacOS 카탈리나
- iOS
- WWDC (애플 세계 개발자 회의)